# Zach Bryan
Zachary Lane Bryan (Okinawa, 2 de abril de 1996) es un cantautor estadounidense. Su álbum debut, American Heartbreak, alcanzó la posición número cinco en el Billboard 200.

## Primeros años
Bryan nació en Okinawa, Japón, mientras su familia estaba encomendada por la Armada de Estados Unidos en el extranjero. Se crio en Oologah, Oklahoma. Es hijo de Dewayne Bryan y Annette DeAnn (Mullen) Bryan, y tiene una hermana, Mackenzie. Continuando con una tradición familiar, Bryan era un miembro en servicio activo de la Marina de los Estados Unidos y se alistó a la edad de 17 años. Comenzó a escribir canciones a la edad de 14 años y usó su tiempo libre mientras estaba en la Marina para escribir música para su propio ocio.

## Trayectoria musical
Bryan comenzó a subir su música a YouTube en 2017, y sus amigos lo grabaron tocando con su iPhone. Una de sus canciones, "Heading South", finalmente se volvió viral.
Su álbum debut, DeAnn, estuvo dedicado a su difunta madre y se lanzó el 24 de agosto de 2019. Fue escrito en dos meses y grabado con sus amigos en un Airbnb de Florida. Un segundo álbum, Elisabeth, fue lanzado el 8 de mayo de 2020; grabó el álbum en un granero reutilizado detrás de su casa en Washington.
El 10 de abril de 2021, Bryan hizo su debut en Grand Ole Opry. Más tarde firmó un contrato con Warner Records para lanzar su música.
El 14 de octubre de 2021, Bryan anunció que la Marina de los Estados Unidos lo despidió con honor después de ocho años de servicio para seguir su carrera en la música justo antes de su gira nacional de otoño de 2021, Ain't For Tamin' Tour. Él dijo: "Si fuera mi decisión, nunca saldría de la Marina más grande del mundo, pero aquí estoy y me dieron de baja honorablemente para ir a tocar algo de música".
El 25 de enero de 2022, Bryan anunció que lanzaría su debut en un sello importante, un álbum triple, American Heartbreak, el 20 de mayo de 2022. Debutó en el número cinco del Billboard 200 con más de 70 000 unidades equivalentes a álbumes, marcando la primera semana más grande para un álbum country en 2022.
El 11 de octubre de 2022, Bryan lanzó el sencillo "Starved", seguido de los dos sencillos "Fifth of May" y "The Greatest Day of My Life".
El día de Navidad del 2022, lanzó un álbum en vivo llamado All My Homies Hate Ticketmaster grabado en el Anfiteatro Red Rocks.
En abril de 2023, Bryan criticó la reacción violenta de otros artistas country contra Bud Light, que siguió al patrocinio de esa marca del influencer transgénero de Internet Dylan Mulvaney, tuiteando: "Creo que insultar a las personas transgénero está completamente mal porque vivimos en un país donde todos podemos simplemente ser quienes queremos ser".

## Discografía

### Álbumes de estudio
| Título                                                                       | Detalles del álbum                                                                                | Posiciones más altas | Posiciones más altas | Posiciones más altas | Posiciones más altas | Posiciones más altas | Posiciones más altas | Posiciones más altas | Posiciones más altas | Posiciones más altas | Posiciones más altas | Certificaciones |
| Título                                                                       | Detalles del álbum                                                                                | EU                   | EU Heat              | EU Folk              | EU Country           | EU Rock              | EU Album Sales       | EU Vinyl             | AUS                  | AUS Country          | CAN                  | Certificaciones |
| ---------------------------------------------------------------------------- | ------------------------------------------------------------------------------------------------- | -------------------- | -------------------- | -------------------- | -------------------- | -------------------- | -------------------- | -------------------- | -------------------- | -------------------- | -------------------- | --------------- |
| DeAnn                                                                        | - Lanzamiento: 24 de agosto de 2019 - Sello: Autoeditado - Formatos: Descarga digital, streaming  | —                    | —                    | 6                    | —                    | 31                   | 31                   | 13                   | —                    | —                    | —                    |                 |
| Elisabeth                                                                    | - Lanzamiento: 8 de mayo de 2020 - Sello: Autoeditado - Formatos: Descarga digital, streaming     | 180                  | 16                   | 6                    | 18                   | —                    | —                    | —                    | —                    | —                    | —                    |                 |
| American Heartbreak                                                          | - Lanzamiento: 20 de mayo de 2022 - Sello: Warner - Formatos: Descarga digital, streaming, vinilo | 5                    | —                    | 1                    | 1                    | 1                    | 7                    | —                    | 65                   | 5                    | 4                    | - RIAA: Platino |
| "-" denota una grabación que no se registró o no se lanzó en ese territorio. |                                                                                                   |                      |                      |                      |                      |                      |                      |                      |                      |                      |                      |                 |

### Álbumes en vivo
| Título                                                | Detalles del álbum                                                                                    | Posiciones más altas | Posiciones más altas | Posiciones más altas | Posiciones más altas |
| Título                                                | Detalles del álbum                                                                                    | EU                   | EU Folk              | EU Country           | EU Rock              |
| ----------------------------------------------------- | --- | -------------------- | -------------------- | -------------------- | -------------------- |
| All My Homies Hate Ticketmaster (Live from Red Rocks) | - Lanzamiento: 25 de diciembre de 2022 - Discográfica: Warner - Formatos: Descarga digital, streaming | 88                   | 3                    | 14                   | 9                    |

### Extended plays
| Título              | Detalles                                                                                            | Posiciones más altas | Posiciones más altas | Posiciones más altas | Posiciones más altas | Posiciones más altas |
| Título              | Detalles                                                                                            | EU                   | EU Country           | EU Heat              | EU Folk              | EU Rock              |
| ------------------- | --------------------------------------------------------------------------------------------------- | -------------------- | -------------------- | -------------------- | -------------------- | -------------------- |
| Quiet, Heavy Dreams | - Lanzamiento: 27 de noviembre de 2020 - Sello: Autoeditado - Formatos: Descarga digital, streaming | —                    | —                    | 8                    | 20                   | —                    |
| Summertime Blues    | - Lanzamiento: 15 de julio de 2022 - Discográfica: Warner - Formatos: Descarga digital, streaming   | 34                   | 7                    | —                    | 2                    | 4                    |

### Sencillos
| Título                                                                       | Año  | Posiciones más altas en las listas | Posiciones más altas en las listas | Posiciones más altas en las listas | Posiciones más altas en las listas | Posiciones más altas en las listas | Posiciones más altas en las listas | Posiciones más altas en las listas | Posiciones más altas en las listas | Posiciones más altas en las listas | Posiciones más altas en las listas | Certificaciones                                                   | Álbum               |
| Título                                                                       | Año  | EU                                 | EU Rock                            | EU AAA                             | EU Country                         | EU Country Airplay                 | AUS                                | CAN                                | IRL                                | UK                                 | Global                             | Certificaciones                                                   | Álbum               |
| ---------------------------------------------------------------------------- | ---- | ---------------------------------- | ---------------------------------- | ---------------------------------- | ---------------------------------- | ---------------------------------- | ---------------------------------- | ---------------------------------- | ---------------------------------- | ---------------------------------- | ---------------------------------- | ----------------------------------------------------------------- | ------------------- |
| "Heading South"                                                              | 2019 | —                                  | 27                                 | 20                                 | —                                  | —                                  | —                                  | —                                  | 72                                 | —                                  | —                                  | - RIAA: Platino - MC: 2 × Platino                                 | Elisabeth           |
| "Oklahoma City"                                                              | 2020 | —                                  | 34                                 | —                                  | —                                  | —                                  | —                                  | —                                  | —                                  | —                                  | —                                  |                                                                   | American Heartbreak |
| "From Austin"                                                                | 2022 | -                                  | 9                                  | —                                  | 28                                 | —                                  | —                                  | —                                  | —                                  | —                                  | —                                  | - RIAA: Oro - MC: Oro                                             | American Heartbreak |
| "Highway Boys"                                                               | 2022 | —                                  | 21                                 | —                                  | 40                                 | —                                  | —                                  | —                                  | —                                  | —                                  | —                                  |                                                                   | American Heartbreak |
| "Something in the Orange"                                                    | 2022 | 10                                 | 1                                  | —                                  | 1                                  | 20                                 | 13                                 | 14                                 | 18                                 | 70                                 | 23                                 | - RIAA: 4× Platino - ARIA: Platino - BPI: Plata - MC: 2 × Platino | American Heartbreak |
| ""Burn, Burn, Burn"                                                          | 2022 | 100                                | 12                                 | —                                  | 24                                 | —                                  | —                                  | 99                                 | —                                  | —                                  | —                                  | - RIAA: Oro                                                       | Sencillos sin álbum |
| "Dawns" (con Maggie Rogers)                                                  | 2023 | 42                                 | 4                                  | —                                  | 11                                 | —                                  | —                                  | 47                                 | 76                                 | —                                  | 99                                 |                                                                   | Sencillos sin álbum |
| "-" denota una grabación que no se registró o no se lanzó en ese territorio. |      |                                    |                                    |                                    |                                    |                                    |                                    |                                    |                                    |                                    |                                    |                                                                   |                     |

## Premios y nominaciones
| Año  | Premiación                      | Categoría                               | Nominado por              | Resultado |
| ---- | ------------------------------- | --------------------------------------- | ------------------------- | --------- |
| 2023 | Premios Grammy                  | Mejor interpretación de country solista | "Something in the Orange" | Nominado  |
| 2023 | Academy of Country Music Awards | Nuevo artista masculino del año         | Él mismo                  | Ganador   |
| 2025 | Nickelodeon Kids' Choice Awards | Artista masculino revelación favorito   | Él mismo                  | Nominado  |